# Polen in Island
Die Polen in Island bilden die größte Gruppe von Einwanderern und die größte ethnische Minderheit in Island. Die polnische Zuwanderung nach Island hat besonders seit der Öffnung des isländischen Arbeitsmarktes für Bürger der Europäischen Union 2006 und dem Beitritt Polens zum Schengen-Raum 2007 stark zugenommen, mit einem temporären Rückgang während der Finanzkrise in Island zwischen 2008 und 2011.

## Geschichte
Kontakte zwischen Island und Polen, die sich durch die Anwesenheit isländischer Werftarbeiter in Polen ergeben hatten, führten seit den 1960er Jahren zunächst nur zu einer geringen Migration von Polen nach Island. Hauptsächlich handelte es sich dabei um polnische Frauen, die ihre isländischen Partner in Polen kennengelernt hatten, und in den 1980er Jahren um einige polnische Metallarbeiter in isländischen Werften. 1982, nachdem in Polen das Kriegsrecht verhängt worden war, hatte Island 26 polnische Flüchtlinge aufgenommen, die das Land in den folgenden Jahren jedoch größtenteils wieder verließen.
Polnische Migranten fanden ihren Weg nach Island in größerer Zahl erst ab 1989, als den polnischen Bürgern mit dem Systemwechsel in Polen unbeschränkte Reisefreiheit gewährt wurde. Die Öffnung des isländischen Arbeitsmarktes für Bürger der Europäischen Union 2006 und der Beitritt Polens zum Schengen-Raum 2007 gingen mit einem Boom der Bauwirtschaft in Island einher. Es wurden zunehmend Arbeitskräfte aus Polen eingestellt, um den hohen Bedarf zu decken.
Die Finanzkrise in Island zwischen 2008 und 2011 dämpfte die polnische Zuwanderung jedoch zunächst erheblich, so dass die Zahl der Polen, die Island wieder verließen, jene der Neuzuwanderer übertraf. 2011 wurde berichtet, dass die Zahl der Polen in Island seit 2008 von über 20.000 auf 9.496 gesunken sei. In den folgenden Jahren stieg die Zuwanderung wieder und 2019 wurde die Zahl von 20.000 Polen in Island erneut erreicht. Mit Stand 2020 bildeten in Polen geborene Einwanderer mit 20.477 (bzw. 37 Prozent) die mit Abstand größte Immigrantengruppe, gefolgt von Litauern (3.277 Personen) und Philippinern.
Bekannt für seine zahlreichen Island-Auswanderer, etwa ein Drittel seiner Einwohnerschaft, wurde das polnische Dorf Stare Juchy in der Woiwodschaft Ermland-Masuren. Der Regisseur Paweł Ziemilski porträtierte 2018 im Dokumentarfilm In Touch die Auswanderer aus Stare Juchy und ihre in Polen gebliebenen Freunde und Verwandten.

## Polnische Gesellschaft in Island
Die polnische Bevölkerung in Island ist endogam geprägt und pflegt die polnische Kultur. Polen in Island sprechen untereinander typischerweise Polnisch und bleiben in der römisch-katholischen Kirche, soweit sie dieser angehören. Mit Stand 2019 waren 4 Prozent der Einwohner Islands katholisch (die Isländische Staatskirche ist evangelisch-lutherisch), was jedoch einen starken Anstieg seit den 1990er Jahren bedeutet; noch 1994 betrug der Anteil nur etwa 1 Prozent. Dieser Zuwachs ist zu einem großen Teil auf die Zuwanderung aus Polen und Litauen zurückzuführen.
Während Henryk M. Broder 2011 schrieb, dass die Polen in Island „nicht auffallen“ und „das Prinzip der isländischen Gesellschaft verstanden“ hätten, werden sie doch auch, wie in einer 2017 veröffentlichten Untersuchung der isländischen Sozialanthropologin Kristín Loftsdóttir über Rassismus gegenüber Litauern in Island dargestellt, gleichermaßen wie die Litauer zur Zielscheibe xenophober und rassistischer Äußerungen. Einer 2008 offenbar von einem damals 14-Jährigen gegründeten Myspace-Gruppe „Vereinigung gegen die Polen“ (Félag gegn Pólverjum) hatten sich innerhalb weniger Tage rund 700 Personen angeschlossen. Laut Kristín Loftsdóttir ist es nicht ungewöhnlich, dass Isländer bei Begegnungen mit Ausländern zunächst annehmen, sie kämen aus Polen; Polen hätten somit die Rolle als „Verkörperung des Ausländers in Island“ eingenommen.
Polnische Staatsbürger in Island können ihre Stimme bei den Wahlen in Polen abgeben. In der Präsidentschaftswahl in Polen 2020 stimmten etwa 80 Prozent der Polen in Island für den liberalen Kandidaten Rafał Trzaskowski (Bürgerplattform) und nur 20 Prozent für den konservativen Amtsinhaber Andrzej Duda (PiS). Dies steht in Kontrast zu den Stimmverhältnissen in Polen und zum Resultat der Wahl, die von Duda mit 51,2 Prozent der Stimmen gewonnen wurde.